# Hiroshi Takahashi
Hiroshi Takahashi (高橋ヒロシ?, Takahashi Hiroshi; Aizubange, 12 dicembre 1965) è un fumettista giapponese.
In patria è il più acclamato autore di manga "picchiaduro" degli ultimi anni. Il suo debutto avviene nel 1991 su Shonen Champion (Akita Shoten) con la fortunata serie Crows di 26 volumi, pubblicata in Italia da Planet Manga ed interrotta al nono volume, seguiti da altri 3 volumi fuori serie e dal sequel Worst pubblicato da Planet Manga. Altri celebri lavori sono l'autoconclusivo Kiku e il recente Hey! Riki in collaborazione con Kouichi Nagata.

## Opere
- Air (film) - Produttore esecutivo.
- Crows (manga) - Storia e disegni.
- Koukou Butouden Crows (OAV): Ideatore.
- One Piece: Omatsuri Danshaku to Himitsu no Shima (trad. One Piece: Il Barone Omatsuri e l'Isola Segreta) (6° Film): Produzione Toei Animation
- Peach Girl (TV) - Realizzazione episodio nº9.
- Worst (manga) - Storia e disegni.
- Examurai Sengoku - Character design[2]
- Kiku

## Lavori pubblicati in Italia
- Crows edito da Planet Manga
- Worst edito da Planet Manga.
- QP - Soul of Violence edito da Hazard Edizioni.